# Teatro Bellas Artes (Madrid)
El Teatro Bellas Artes es una sala de teatro de Madrid, España. En el año 1961 el director teatral, José Tamayo, fundador de la Compañía Lope de Vega, decidió abrir su propio teatro en la planta baja del gran edificio del Círculo de Bellas Artes (diseñado por el arquitecto Antonio Palacios Ramilo) en la calle Marqués de Casa Riera de Madrid. 

## Historia
Se abrió al público el 17 de noviembre de 1961 con la obra Divinas palabras. Del pequeño teatro destaca la hermosa pintura de Vicente Viudes que adorna la entrada al recinto. En este teatro comenzó su andadura el Centro Dramático Nacional gracias al convenio firmado con el Ministerio de Cultura. Con la misma entidad la empresa de Tamayo firmó otro acuerdo para convertirse en sala concertada. Tras la muerte de José Tamayo asumió la gestión del teatro Bellas Artes el empresario Jesús Cimarro. 

## Espectáculos más relevantes acogidos
- Bodas de sangre (1962).
- La Celestina (1965).
- El tragaluz (1967).
- Luces de bohemia (1971).
- Los hijos de Kennedy (1977).
- Veraneantes (1979).
- Bajarse al moro (1985).
- Farsa y licencia de la Reina Castiza (1986)
- A puerta cerrada (1993).
- Un tranvía llamado deseo (1993).
- Casi una diosa (1993).
- Café cantante (1997)
- Los intereses creados (2000).
- Hoy: El diario de Adán y Eva, de Mark Twain (2003).
- Visitando al Sr. Green (2006).
- La cabra (2007).
- Fedra (2007) con Ana Belén y Fran Perea.
- Conversaciones con Mamá (2013) con Juan Echanove y María Galiana.
- Olivia y Eugenio (2014) con Concha Velasco.
- El Diario de Adán y Eva (2015) con Ana Milán y Fernando Guillén Cuervo.
- El Estanque Dorado (2014) y (2015) con Héctor Alterio y Lola Herrera.
- Lluvia Constante (2016) con Sergio Peris-Mencheta y Roberto Álamo.
- La plaza del Diamante (2016) con Lolita (cantante).
- César & Cleopatra (2016) con Ángela Molina, Emilio Gutiérrez Caba, Ernesto Arias y Carolina Yuste.
- El Padre de Florian Zeller con Héctor Alterio, Ana Labordeta, Luis Rallo, Miguel Hermoso.